# Бондарєва Домна Василівна
Домна Василівна Бондарєва (нар. 1916, село Павленкове, тепер Новопсковського району Луганської області — ?) — українська радянська діячка, комбайнер Ново-Білянської МТС Білолуцького району Ворошиловградської області, новатор сільськогосподарського виробництва. Депутат Верховної Ради УРСР 2-3-го скликань.

## Біографія
Народилася у бідній селянській родині. У 1932 році закінчила курси трактористів і почала працювати на тракторі ХТЗ в Білолуцькому районі Луганщини. Закінчила у 1935 році також курси шоферів.
У 1936 році закінчила курси комбайнерів і багато років пропрацювала комбайнером в Білолуцькій та Ново-Білянській машинно-тракторних станціях (МТС) Білолуцького району. Очолювала жіночий комбайновий агрегат в Ново-Білянській МТС Білолуцького району Ворошиловградської області.
Під час німецько-радянської війни перебувала на окупованій території, зазнавала переслідувань від німецьких військ. 
Член ВКП(б) з 1947 року.
У 1946 році скосила комбайном 1300 гектарів пшениці, у 1948 році намолотила 11 000 центнерів зерна. У 1950 році зібрала комбайном по 600 гектарів хліба і соняшника на полях колгоспів Біловодського району Ворошиловградської області. Довгий час була кращим комбайнером Білолуцького району.
Обиралася депутатом Білолуцької районної ради Ворошиловградської області.

## Нагороди
- ордени
- медаль «За доблесну працю у Великій Вітчизняній війні 1941—1945 років»
- медалі